# عبدالحسین تیمورتاش
عبدالحسین تیمورتاش (زاده ۱۲۶۰،نردین؛ درگذشته ۹ مهر ۱۳۱۲، تهران) ملقب به سردار معززالملک و سردار معظم خراسانی، دولتمرد ایرانی دوره‌های قاجار و پهلوی بود. تیمورتاش از کسانی بود که در برانداختن قاجارها و برآوردن پهلوی‌ها مؤثر بود. در دوره رضاشاه نخستین وزیر دربار بود و نقش مهمی در سیاست خارجی ایران بازی کرد.

## دوران قاجار
عبدالحسین پسر کریمداد نردینی بجنوردی، از زمین‌داران بزرگ خراسان، در سال ۱۲۶۰ در نردین (از توابع قدیم بجنورد و از توابع فعلی استان سمنان) زاده شد. پدرش که از خان‌های نردین و جاجرم و حاکم سبزوار بود، او را در ۱۳ سالگی برای آموزش به عشق‌آباد فرستاد. پس از آموختن زبان روسی وی راهی سن‌پترزبورگ شد و در سال ۱۲۷۶ به مدرسه نظامی نیکلایفسکی در سن پترزبورگ وارد شد در کنار درس نظام، زبان‌های روسی و فرانسه را نیز فراگرفت. وی در این زمان با نام «خان‌نردینسکی» شناخته می‌شد. تیمورتاش در سال ۱۲۸۶ به ایران بازگشت و در اداره امور خارجه به عنوان مترجم روسی مشغول به کار شد و در جریان انقلاب مشروطه به صف مشروطه‌خواهان پیوست. اندکی بعد از تاج‌گذاری محمدعلی شاه قاجار، برای اعلام پادشاهی او با سرپرستی محمودخان علاءالملک و تعدادی دیگر از پرسنل وزارت خارجه راهی سفری ۴ ماهه به اروپا شد. در جریان به توپ بستن مجلس شجاعت او که سبب عقیم ماندن نقشه محمدعلی شاه در به هم زدن اساس مشروطه بود سبب شهرت وی گردید. پس از قضایای مشروطه، استعفا داده و به سبزوار جایی که املاک پدری‌اش واقع بود، رفت. در مدت اقامت در املاک پدری، لقب «معززالملک» را از دربار تهران گرفت و حاکم جوین شد. او در آنجا با شاهزاده محمدهاشم افسر که ادیب و از رجال سیاسی دوره قاجار بود آشنا شد و به فراگیری ادبیات فارسی پرداخت و پس از آن عمیقاً دلباخته ادب فارسی شد. علاوه بر آن او نویسنده توانایی بود و تسلطش بر زبانهای اروپایی سبب شهرت او گردید. گفته‌اند او صاحب یکی از بهترین کتابخانه‌های تهران بود.
تیمورتاش در دومین دورهٔ مجلس شورای ملی به عنوان نماینده مجلس از مشهد انتخاب شد و با گرفتن استشهاد محلی از بزرگان منطقه بر مشکل قانونی کم بودن سن برای رسیدن به نمایندگی فائق آمد و به‌عنوان جوان‌ترین نماینده راهی مجلس شد. در انتخابات هیئت ریسه مجلس به سمت منشی انتخاب و از اعضای فعال کمیسیون نظام بود. مدتی هم به جای اسدالله میرزا شهاب الدوله نایب رئیس مجلس شد. از جمله پیشنهادهای او به مجلس این بود که در رأی‌گیری با قیام و قعود، اگر اکثریت رأی به قبول نداد، یک بار دیگر نیز برای رد رأی گرفته شود چون در رأی‌گیری با قیام و قعود نمی‌توان رأی ممتنع را از رأی رد تشخیص داد. اما این پیشنهاد پذیرفته نشد.
با پایان کار مجلس به خراسان بازگشت و با مساعدت شاهزاده حسین میرزا نیرالدوله حاکم کل ایالت خراسان به فرماندهی لشکر خراسان منصوب شد و لقب سردار معظم دریافت کرد. با گشایش مجلس سوم در آذر ۱۲۹۳ از قوچان به نمایندگی مجلس رفت و عضو فراکسیون اعتدالیون شد. در پاییز ۱۲۹۴ با پیشروی ارتش روسیه بسوی تهران، مجلس تعطیل شد. بیشتر نمایندگان که طرفدار آلمان و عثمانی در جنگ بودند، به قم و سپس کرمانشاه مهاجرت کردند اما سردار معظم در تهران ماند تا در مرکز ثقل تحولات سیاسی کشور برای خود جایگاهی درخور پیدا کند. اولین مسئولیت مهم او پس از انحلال مجلس سوم، عضویت در کمیسیون «میکس» یا مختلط بود. این کمیسیون که اعضای آن را افرادی از ایران، بریتانیا، روسیه و رئیس بلژیکی گمرکات ایران تشکیل می‌دادند، وظیفه‌اش نظارت بر دخل و خرج دولت ایران در طول جنگ بین‌الملل اول بود.

### جنگ با جنگلیها
سردارمعظم در فروردین ۱۲۹۸ در کابینه وثوق‌الدوله با حفظ سمت به حکمرانی گیلان منصوب شد. این انتصاب با اوج‌گیری قیام میرزا کوچک‌خان جنگلی مقارن بود. به دستور سردارمعظم تعداد قابل توجهی از آزادیخواهان نهضت جنگل در گیلان از جمله دکتر حشمت به دار آویخته شدند. سردارمعظم در گیلان مقررات حکومت نظامی را به اجرا درآورد که دولت وثوق‌الدوله اعلام کرده بود. هر تجمعی ممنوع شد. در یک مورد، عده‌ای دهقان را که گوشه‌ای نشسته و در حالت استراحت بودند، دستگیر کردند و پیش او بردند و او هفت نفرشان را محکوم به اعدام کرد. یکی از آنان که پیرمردی بود، طناب پاره شد و به زمین افتاد، دوباره او را گرفتند و به دار آویختند. دو نفرشان هم با وساطت همان افسر روس آزاد شدند که ایشان را دستگیر کرده بود. به روایتی دیگر، آن پنج نفر کارگرانی بودند از جنگل به شهر زغال می‌بردند و او در حال مستی دستور به دار آویختنشان را داد. سرانجام سردارمعظم در سی ام مهر همان سال به جرم بدرفتاری با مردم و ایجاد رعب و وحشت در شهر، برکنار شد. دفاع سردارمعظم از اعدامها در گیلان این بود که هر دو موردی که مجازات اعدام به اجرا درآمد به حکم دادگاه نظامی بوده: «در مورد دکتر حشمت، پس از آن که ابتدا آمد و تسلیم اردوی دولتی شد و تأمین نامه گرفت، از طرف کلنل استراستلسکی [فرمانده نیروهای قزاق] به او تأمین نامه داده شد و قرار شد مراجعت کند پهلوی میرزا کوچک خان از طرف قوای نظامی تأمین بدهد و او را برگرداند و بیاورد که قوای میرزا کوچک خان هم تسلیم بشوند و قضیه تمام بشود. دکتر حشمت از رشت رفت لاهیجان و در آنجا برخلاف تأمین نامه که گرفته بود عمل کرد؛ یعنی برنگشت و با میرزا کوچک خان هم موافقت نکرد که او را برگرداند و یک عده قوا مأمور شدند و رفتند جنگ کردند و بالاخره دکتر حشمت را گرفته آوردند رشت و در محکمه نظامی او را محاکمه کرده و محکوم به اعدام گردید». در مورد اعدام دهقانان نیز چنین گفته است: «در فرونت [جبهه؛ front] فومنات جنگ شد و در موقع جنگ و حمله به سنگرهای جنگلی‌ها بیست نفر آدم دستگیر شدند. این بیست نفر مطابق راپورت کتبی فرمانده فرونت و مطابق راپورت کتبی رئیس قشون گیلان، حاکی از این بود که این عده یک چند نفرشان در سنگرها تفنگ بدست گرفته شده بودند و یک عده دیگرشان مشغول بردن و رساندن فشنگ به سنگرهای جنگلی‌ها بوده‌اند و دستگیر شده‌اند. در محکمه نظامی که در فرونت تشکیل شده بود و همچنین در محکمه نظامی که در خود گیلان تشکیل شده بود، پنج نفر از بیست نفر محکوم به اعدام شدند و یازده نفر دیگر محکوم به ده سال اعمال شاقه شدند و حکم محکمه هم به ترتیبات به موقع عمل گذارده شد».
سردارمعظم در انتخابات دوره چهارم مجلس شورای ملی از بیرجند و قائنات انتخاب شد اما با وقوع کودتای ۱۲۹۹ و روی کار آمدن سید ضیاءالدین طباطبایی، تشکیل مجلس به تعویق افتاد. سردارمعظم را نیز به دلیل تماس با نورمن سفیر انگلیس و انتقاد از سیاستهای ضد قاجاری سید ضیاء بازداشت و به قم تبعید کردند. پس از سقوط کابینه سیدضیاءالدین و نزدیک به سه ماه تبعید، به تهران بازگشت و وارد مجلس شد. عده زیادی از اهالی گیلان در اعتراض به عملکرد او در دوران حکومتش در آن ولایت عریضه به مجلس دادند و خواستار رد اعتبارنامه اش شدند، اما اعتراضشان در مجلس مطرح نشد. سردارمعظم در طول دوران هفت‌ماهه نمایندگی اش در کنار سید حسن مدرس و سید محمد تدین «حزب اصلاح‌طلبان» را پدیدآورد که اکثریت مجلس را تشکیل می‌داد.

### اصلاحات در عدلیه
تیمورتاش (سردارمعظم) در سال ۱۳۰۰ برای نخستین بار به وزارت رسید. مشیرالدوله او را در دوم بهمن به عنوان وزیر عدلیه به مجلس معرفی کرد. مشیرالدوله برای پیشبرد اصلاحات در عدلیه نیاز به وزیری قاطع و برنده داشت. تیمورتاش با اینکه تجربه ای در کار دادگستری نداشت اما شخصی قاطع و دارای برش کلام بود و با تجربه شرکت در دو دوره قانونگذاری، سازوکار مجلس و شیوه کار کردن با نمایندگان را به‌خوبی می‌شناخت. مشیرالدوله با حمایت مدرس و دیگر روحانیون مجلس در ۲۵ بهمن ۱۳۰۰ اختیاراتی به مدت شش ماه از مجلس گرفت که لایحه‌های وزارت عدلیه تنها با تصویب در کمیسیون، قانونی شود و به اجرا دربیاید. در کمیسیون عدلیه نیز نصرت‌الدوله فیروز با مشیرالدوله و تیمورتاش همراه و هماهنگ بود. مشیرالدوله از نیمه‌های جنگ جهانی اول، برنامه‌های اصلاحی خود در عدلیه را با همکاری نصرت‌الدوله آغاز کرده بود. هدف از اصلاحات در عدلیه، برچیدن نظام سنتی قضاوت و پیاده کردن نظامی مدرن مطابق با استانداردهای غربی بود. تیمورتاش در بیستم بهمن با صدور فرمانی همه محاکمی را که خارج از عدلیه فعالیت می‌کردند تعطیل کرد و قضاتی را نیز که در عدلیه شاغل بودند ملزم کرد برای ادامه کارشان امتحان بدهند. استخدام نیز از آن پس، بجز در مورد دانش آموختگان مدرسه حقوق، مشروط به قبولی در امتحان شد. این اقدامات سبب بروز ناراحتی میان روحانیون شاغل در امر قضا شد و شکواییه‌هایی علیه تیمورتاش به رئیس‌الوزرا و مجلس واصل شد. حجم اعتراضات آن چنان بالا گرفت که مشیرالدوله مجبور شد تیمورتاش را از وزارت عدلیه عزل کند و دستورهای تیمورتاش به اجرا درنیامد.

### اصلاح کارگاه‌های قالیبافی کرمان
پس از عزل از وزارت عدلیه، سردارمعظم تیمورتاش در دهم تیر ۱۳۰۱ به حکم قوام‌السلطنه که به جای مشیرالدوله نشسته و دو هفته پیشتر دولت تشکیل داده بود، والی کرمان و بلوچستان شد. او نزدیک به بیست ماه بر این ایالت حکمرانی کرد. دوران حکومتش در کرمان، دورانی آرام و بی‌سروصدا نسبت به حکومت گیلان بود. مهم‌ترین اقدام تیمورتاش در کرمان تلاش برای اصلاحات در کارگاه‌های قالیبافی آن ایالت بود. او در بازرسی‌ها مشاهده کرد که اغلب کارگاه‌های قالیبافی کرمان غیر استاندارد و شرایط کار در آنها غیرانسانی است. بیشتر این کارگاه‌ها در زیرزمین واقع شده بود و عدم وجود نورکافی خورشید و نبود تهویه مناسب باعث زمینه بروز بیماری‌های استخوانی و ریوی را در میان قالیبافان فراهم کرده بود. او دستور داد در کارگاه‌ها پنجره بسوی جنوب بگذارند و کارگاه‌ها را از گودی خارج کنند تا دست‌کم سطح آنها مساوی سطح زمین باشد و محل نشستن قالیبافان نیز بالاتر از زمین باشد تا راحت بنشینند و کار کنند. اما مالکان و استادکاران کارگاه‌ها به مخالفت برخاستند و شاگردان قالیبافیی را وادار کردند ۲۵ روز در تلگرافخانه علیه این اقدامات تحصن کنند. فعالیت دیگرش در کرمان توجه به ایجاد خط ترانزیت بین کرمان و سیستان بود که تأثیر مهمی در تبادل کالا و خدمات و رونق اقتصاد منطقه داشت.

### همراهی با رضاشاه
با برگزاری انتخابات دوره پنجم مجلس شورای ملی از نیشابور انتخاب شد و پس از بیست ماه دوری از پایتخت به تهران بازگشت اما سابقه حکومتش در گیلان فراموش نشده بود. پیش از آنکه به تهران برسد و در مجلس حضور یابد، ناصرالاسلام نماینده فومن به اعتبارنامه‌اش اعتراض کرد. نمایندگان درخواست کردند که اعتراض او در زمان حضور سردارمعظم در مجلس مطرح شود اما سردارمعظم از حضور در مجلس خودداری کرد. ناصرالاسلام در اعتراض به اعتبارنامه او علاوه بر عملکردش در گیلان که به تعبیر وی «جز وبال و مظلمه چیز دیگری نبود» به عضویت سردارمعظم در کمیسیون میکس نیز پراخت و گفت: «عنصری که حاضر شود برای قبول یک چنین سمتی (که حالا جزئیاتش را نمی‌توانم عرض کنم) چه اندازه شرم آور است». تیمورتاش در جلسه بعد (سوم اردیبهشت ۱۳۰۳) در مجلس حاضر شد و در دفاع از اقدامات خود در گیلان، از خود سلب مسئولیت کرد: «بنده نه اختیاری داشته‌ام و نه باعث این کار بوده‌ام و نه قشون در تحت امر من بوده است. قشون مستقل بود و از طرف دولت آن زمان دارای اختیارات غیر محدود … اشخاص اداری مجبور هستند ماشین اداری باشند و جز اجرای احکام مافوق خودشان که وظیفه‌شان هست هیچ چاره ندارند». در مورد عضویتش در کمیسیون میکس نیز گفت: «دولت زمان به من هم تکلیف کرد که بیایم و عضویت کمیسیون مزبور را قبول کنم من ابتداً استنکاف کردم ولی دولت زمان در مقابل من یک منطقی اقامه کرد که آن منطق مرا وادار به قبول کرد و آن منطق این بود: به من گفته شد برای این که مضرات یک مطلبی محدود بشود عضویت اشخاص بصیر و مطلع می‌تواند از این مضرات جلوگیری کند. شما باید از سوء نظری که در آن کار به شما متوجه می‌شود صرف‌نظر کنید برای حفظ مصالح عمومی و تقلیل ضرر. من هم با این منطق قانع شدم و قبول کردم بعدهم تجربه به من ثابت کرد و نشان داد که حق با دولت بوده است زیرا پس از چندی معلوم شد که جریان سیاست آن روزه درصدد توسعه و بسط اختیارات کمیسیون مزبور بود. به مجرد این که این مطلب حس شد من برحسب یک اسناد و دلائلی که از همان موقع موجود است شدیداً مخالفت کردم و مخالفت من مانع از این شد که کمیسیون مزبور بسط اختیارات پیدا کند و بالنتیجه وقتی که این موفقیت حاصل نشد البته خود کمیسیون مزبور هم لغو و باطل می‌شود». به هر حال، اعتبارنامه سردارمعظم رأی آورد و او تا مجلس هشتم هر دوره به نمایندگی انتخاب می‌شد و به مجلس راه می‌یافت.
سردارمعظم در مجلس پنجم بسیار فعال و رئیس کمسیون نظام بود که همین امر سبب دوستی و نزدیکی او با سردار سپه گردید. وی با همراهی فیروزمیرزا نصرت‌الدوله، علی‌اکبر داور، محمد تدین و چند نفر دیگر «حزب تجدد» را تأسیس کرد و در مجلس به‌عنوان حزب متحد رضاخان فعالیت می‌کرد. دوران حضور سردارمعظم در این دوره از مجلس به پنج ماه نکشید و سردار سپه او را در هشتم شهریور ۱۳۰۳ به عنوان وزیر فوائد عامه به مجلس معرفی کرد.

### راه‌آهن و هواپیمایی
آغاز وزارت سردارمعظم در زمانی بود که طاعون گاوی در سطح گسترده‌ای در دامهای کشور قربانی می‌گرفت و وضعیت آذوقه کشور را بحرانی کرده بود. او در دهم مهر ۱۳۰۳ لایحه‌ای با قید فوریت برای تشکیل «مؤسسه (دفع آفات حیوانی و سرم سازی» زیر نظر انستیتو پاستور به مجلس برد. این لایحه دولت را مجاز می‌کرد یک دامپزشک با حقوق سالیانه حداکثر چهار هزار تومان از فرانسه بیاورد و یکی از روستاهای خالصه (املاک دولتی) اطراف تهران به مؤسسه اختصاص یابد.
برخی از مهم‌ترین گامهای توسعه کشور در زمان وزارت فوائد عامه تیمورتاش بسته شد، او برای احداث راه‌اهن سراسری در کشور برنامه‌ریزی و لایحه مربوط به آن را تدوین کرد، برای احداث خطوط هوائی ایران با شرکت آلمانی یونکرس قرارداد بست و همچنین با دولت شوروی برای بهره‌برداری از شیلات شمال وارد مذاکره شد که به تشکیل «کمپانی مختلط ایران و شوروی» انجامید.
تیمورتاش همچنین اولین نمایشگاه تجهیزات مدرن کشاورزی را در ایران با حضور شرکت‌های خارجی برگزار کرد. او توانست در این دولت موافقت مدرس را که از مخالفان طرح واگذاری فرماندهی کل قوا به سردار سپه بود، بعد از ایجاد اصلاحاتی در طرح به دست آورد. سردار معظم در پی لغو قانون القاب و درجات نظامی در سال ۱۳۰۴ نام خانوادگی تیمورتاش را برای خود برگزید. وی در کنار افرادی چون داور، نصرت الدوله، سردار اسعد و فروغی در تغییر سلطنت از قاجاریه به پهلوی نقش مهمی داشت.

## دوران پهلوی
تیمورتاش به رضاشاه بسیار نزدیک شد و پس از پادشاهی نخستین شاه پهلوی در ۲۵ آذر ۱۳۰۴ وزیر دربار شد و از این تاریخ مهم‌ترین و آخرین تجربه حیات سیاسی خود را آغاز کرد. نخستین مأموریت تیمورتاش برگزاری مراسم تاجگذاری بود. سفارش طرح تاج سلطنتی جدید و تهیه انواع نشان و جواهرات به دستور او انجام گرفت. بعدها با سفارتخانه‌های انگلستان، بلژیک، اسپانیا و سوئد در تهران تماس گرفت و از آنها خواست شرح مفصل مراسم تاجگذاری شان را برایش بفرستند و تشریفات آنها را تا آنجا که ممکن بود با سنت‌های گذشته ایرانیان درآمیخت. 
تقریباً در شش سال اول دوره سلطنت رضاشاه، تیمورتاش در اوج اقتدار و از نظر سیاسی دومین شخص مملکت به‌شمار می‌رفت. وی با انجام تغییرات ساختاری در وزارت دربار، آن را به یک مرجع تصمیم‌گیرنده و مجری اراده رضاشاه تبدیل کرد و از این پایگاه سیاست‌های مورد نظر رضاشاه را در راستای تحقق برنامه‌های وی و تثبیت دولت مرکزی به اجرا درآورد. همچنین الغای حق نشر اسکناس که در اختیار مؤسسه ای خارجی بود الغای کاپیتولاسیون و اعزام دانشجو به خارج را از ابتکارات او می‌دانند. او به استثنای وزارت جنگ که شاه رأساً به آن می‌پرداخت بر تمامی وزارتخانه‌ها و دوائر دولتی نظارت داشت. در جلسات هیئت وزیران شرکت می‌کرد و گفته‌ها و عقایدش در هیئت دولت و مجلس حکم گفته شاه را داشت و کسی را یارای مخالفت با آن نبود. تیمورتاش در ماه‌های ابتدای سلطنت پیشنهاد تأسیس حزب ایران نو را مطرح کرد شاه ابتدا با و پیشنهاد موافقت اما سپس به دلیل احساس خطر از ناحیه حزب دستور انحلال آنرا صادر کرد.

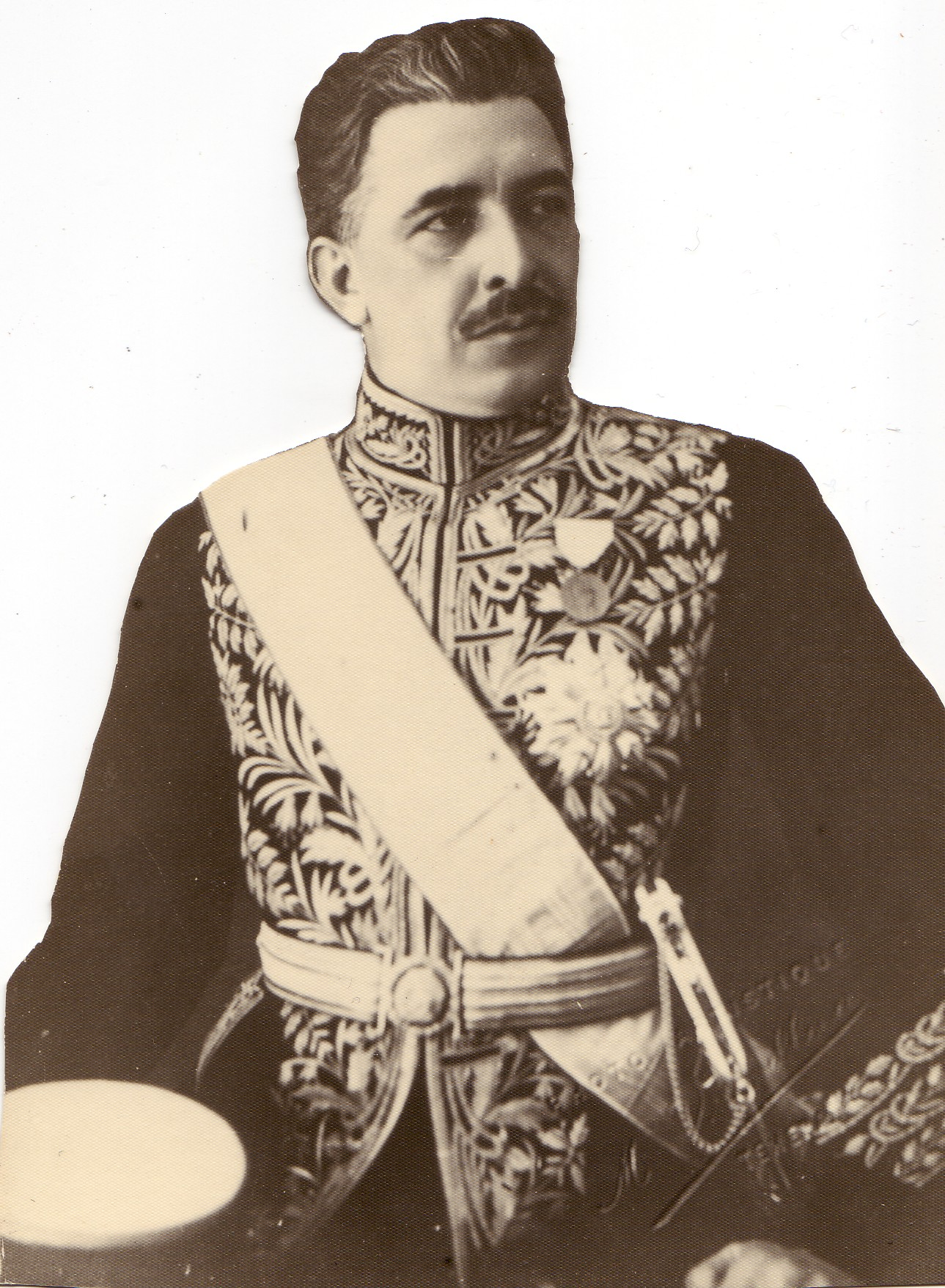
تیمورتاش در لباس رسمی دربار

تیمورتاش در دوره ششم مجلس در سال ۱۳۰۵ مجدداً از حوزه نیشابور برای نمایندگی مجلس انتخاب شد و در مرداد همان سال به عنوان نماینده فوق‌العاده ایران برای انعقاد قرارداد تجاری و رفع اختلافات موجود با دولت شوروی راهی مسکو شد. از ره آوردهای این سفر ورود کت و شلوار و کلاه جدیدی بود که به کلاه پهلوی مشهور شد. تیمور تاش چند خیاط روسی را به ایران آورد و کارمندان موظف به استفاده از کلاه و کت و شلوار شدند. در خرداد ۱۳۰۶ پس از استعفای مستوفی الممالک نمایندگان تمایل داشتند که تیمورتاش نخست‌وزیر شود ولی وی نپذیرفت. در پی تصویب قانون نظام وظیفه اجباری و اعتراض و مهاجرت جمعی از علما به رهبری حاج آقا نورالله نجفی به قم، تیمورتاش عضو هیئت اعزامی رضاشاه برای مذاکره با علما بود که در ۱۸ آذر ۱۳۰۶ به قم رفتند و با حاج آقا نورالله، سیدالعراقین و دیگران به توافق رسیدند. در ۵ مهر ماه ۱۳۰۷ لقب حضرت اشرف به وی اعطا شد که آنرا به تمامی وزارتخانه‌ها ابلاغ کرد. در آذر ۱۳۰۶ تیمورتاش در انتخابات دوره هفتم مجلس کوشید فقط افراد مطیع رضاشاه وارد مجلس شوند خود وی نیز همچنان به نمایندگی از مردم نیشابور وارد مجلس شد.
مهم‌ترین کارزار سیاست خارجی ایران در آن سال‌ها، موضوع روابط ایران و بریتانیا بود. چندین موضوع در روابط ایران و بریتانیا تبدیل به معضل شده بود. این موارد عبارت بودند از: مسئله قرارداد دارسی (نفت)، حق قضاوت کنسولی یا کاپیتولاسیون و موضوع حضور بریتانیا در خلیج فارس و اشغال جزایر ایرانی توسط آن کشور و به رسمیت شناختن کشور تازه تأسیس عراق. ایران همواره خواهان اصلاح قرارداد دارسی بود؛ چراکه تصور می‌کرد این قرارداد به هیچ وجه عادلانه نیست و ایران نمی‌تواند از ثروت ملی خود به نحو مناسبی بهره ببرد.
در نتیجه تیمورتاش مذاکرات مفصل و جدی را با موضوع نفت با بریتانیا آغاز کرد. ایران خواهان افزایش سهم خود از سود سالانه شرکت از ۱۶ درصد به ۲۵ درصد بود. به اضافه دریافت مبلغ ثابتی معادل ۲ شیلینگ در هر تن نفت صادراتی و اختصاص مقدار قابل ملاحظه‌ای از سهام شرکت به دولت ایران و در نهایت، تحدید حوزه عملیات شرکت در ایران بود. در موضوع خلیج فارس هم تیمورتاش خواسته‌های روشنی از بریتانیا داشت. ایران خواهان بازپس‌گیری بحرین، جزایر باسعیدو، سیری، تنب بزرگ و کوچک و جزیره ابوموسی بود و به رسمیت شناختن حق کشتیرانی ایران در اروندرود به عنوان پیش‌شرط به رسمیت شناختن عراق و جلوگیری بریتانیا از قاچاق اسلحه به داخل ایران از سواحل جنوبی کشور. اما بریتانیا در تمام موضوعات مورد اختلاف سرسختی زیادی نشان می‌داد و ابداً حاضر به دادن هیچ امتیازی به ایران نبود. برای نمونه، تیمورتاش به بریتانیایی‌ها پیشنهاد کرد که در ازای دست کشیدن از ادعای مالکیت بر بحرین، بریتانیا ۶ فروند ناو جنگی یک هزار تنی به ایران بدهد. اما بریتانیا اعلام کرد که فقط حاضر است، جزیره باسعیدو را به ایران مسترد دارد و بحث بر سر کشتی‌های جنگی منتفی است. تیمورتاش ناگزیر برای ساختن نیروی دریایی ایران، قراردادی برای خرید ناو جنگی با ایتالیایی‌ها منعقد کرد. در جریان شورش قشقایی‌ها در سال ۱۳۰۸ تیمورتاش عمیقاً به بریتانیا اعتراض کرد؛ چراکه معتقد بود آنها با نادیده گرفتن عمدی مسئله قاچاق اسلحه در خلیج فارس، زمینه را برای ورود اسلحه به داخل ایران و در نهایت مسلح شدن عشایر با آن تسلیحات را فراهم کرده‌اند. از طرفی دیگر بریتانیا برای به رسمیت شناختن حکومت عراق به ایران فشار می‌آورد اما تیمورتاش به آنها اطلاع داد که فقط در صورت به رسمیت شناخته شدن حق مالکیت ایران در شط‌العرب حاضر است، عراق را به رسمیت بشناسد. پس از چندین سال مذاکره هیچ پیشرفتی در موضوعات مورد اختلاف دو طرف حاصل نشد اما مذاکرات همچنان ادامه داشت.
تیمورتاش و پسرش مهرپور درسفر تحصیلی محمدرضا پهلوی ولیعهد به سوئیس در ۱۵ شهریور ۱۳۱۰ جزو همراهان وی بودند. تیمورتاش ضمناً مأموریت داشت از سوئیس به آلمان، فرانسه، ایتالیا، و سپس انگلیس برود و با مقامات این کشورها دربارهٔ مسائل فی‌مابین مذاکره کند. وی در لندن با سرجان کدمن رئیس هیئت مدیره و مدیر عامل شرکت نفت ایران و انگلیس در خصوص مسائل نفتی مذاکره کرد تیمورتاش همچنین به گفتگو با سر جان سایمون وزیر امور خارجه انگلیس و سایر مقامات دولتی پرداخت که از این مذاکرات نیز نتیجه مثبتی عاید نگردید. وی در راه بازگشت از سفر از طریق روسیه، در مسکو با چند تن از مقامات رسمی مسکو از جمله وُرُشیلف، وزیر جنگ شوروی دیدار و مذاکره محرمانه کرد. بعداً شایع شد که در این سفر کیف محتوی پرونده مذاکرات نفتی تیمورتاش با مقامات انگلیس به سرقت رفته است. خبر این ملاقات از سوی فتح‌الله پاکروان سفیر ایران در مسکو به رضا شاه اطلاع داده شد و همچنین مأموران اطلاعاتی انگلیس نیز گزارش این ملاقات خصوصی را به سرتیپ آیرم رئیس وقت نظمیه رساندند و وی نیز آن را بلافاصله به اطلاع رضا شاه رساند. در نتیجه تیمورتاش پس از بازگشت به تهران مورد بی‌مهری شاه قرار گرفت. وی که پس از سفر دچار حمله قلبی شده بود بنا به توصیه پزشکان برای استراحت به ساحل چمخاله رفت اما پس از بازگشت به تهران رفتار شاه تغییری نکرد. تیمورتاش در ۳ دی ۱۳۱۱ بازداشت و از وزارت دربار عزل گردید. وی به مدت دو ماه در خانه خود زیر نظر شهربانی و تحت بازجویی مستمر قرارداشت. وی در این مدت امین التجار را مسئول رسیدگی به امور و امضای اسناد مالی از طرف وی قرار داد. در ۲۹ بهمن همان سال با قرار مدعی العموم دیوان عالی جزای دولت، در زندان نظمیه زندانی شد و دو محاکمه برای او ترتیب دادند که هر دو محکومیت جزایی و مالی داشت. تیمورتاش به جرم رشوه‌خواری در دو دادگاه جداگانه به سه و پنج سال زندان و پرداخت جریمه محکوم شد. او در ۹ مهرماه سال ۱۳۱۲ در زندان قصر به دست پزشک احمدی کشته شد و جنازه‌اش بدون تشریفات در امامزاده عبدالله شهرری به خاک سپرده شد. خانواده‌اش تا زمان کناره‌گیری رضاشاه ابتدا در تربت جام و سپس کاشمر در تبعید بودند. پس از برکناری رضا شاه از او اعاده حیثیت شد و دادگاهی برای عاملین قتلش برگزار شد. همچنین به دستور محمدرضا شاه مقبره باشکوهی برای وی ساخته شد که هم‌اکنون درب آن بسته شده است.
تیمورتاش در دوره‌های ششم تا هشتم مجلس شورای ملی (۱۳۰۵ تا ۱۳۱۱) همزمان با وزارت دربار، نماینده نیشابور نیز در مجلس شورای ملی بود، بی آنکه حتی یک بار به مجلس برود. اندکی پیش از آنکه در سال ۱۳۱۱ بازداشت شود، در انتخابات دوره نهم نیز به نمایندگی نیشابور برگزیده شد. پس از گشایش مجلس، شعبه سوم اعتبارنامه‌اش را رد و او را فاقد صلاحیت برای نمایندگی اعلام کرد.

## علل برکناری

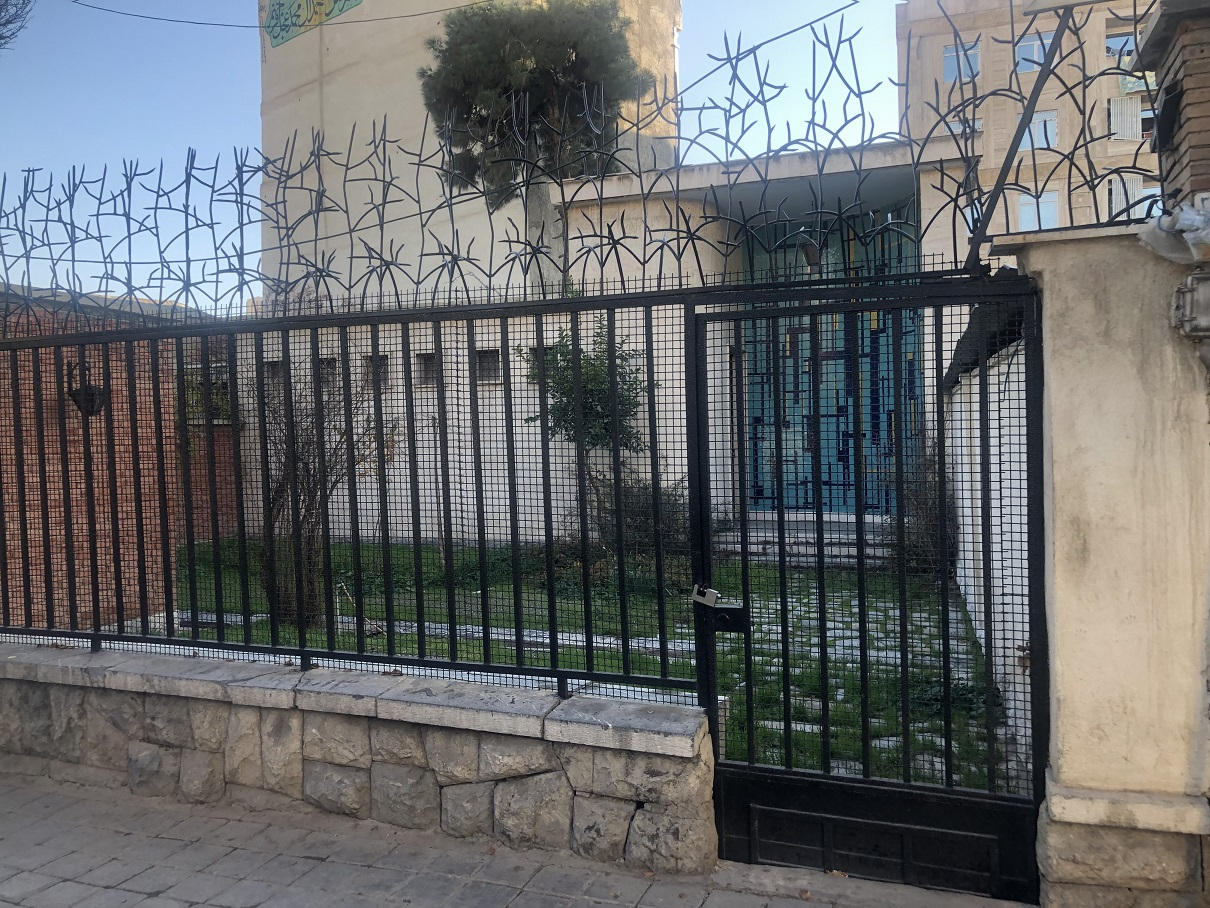
آرامگاه تیمورتاش در محوطه بیرونی امامزاده عبدالله شهرری

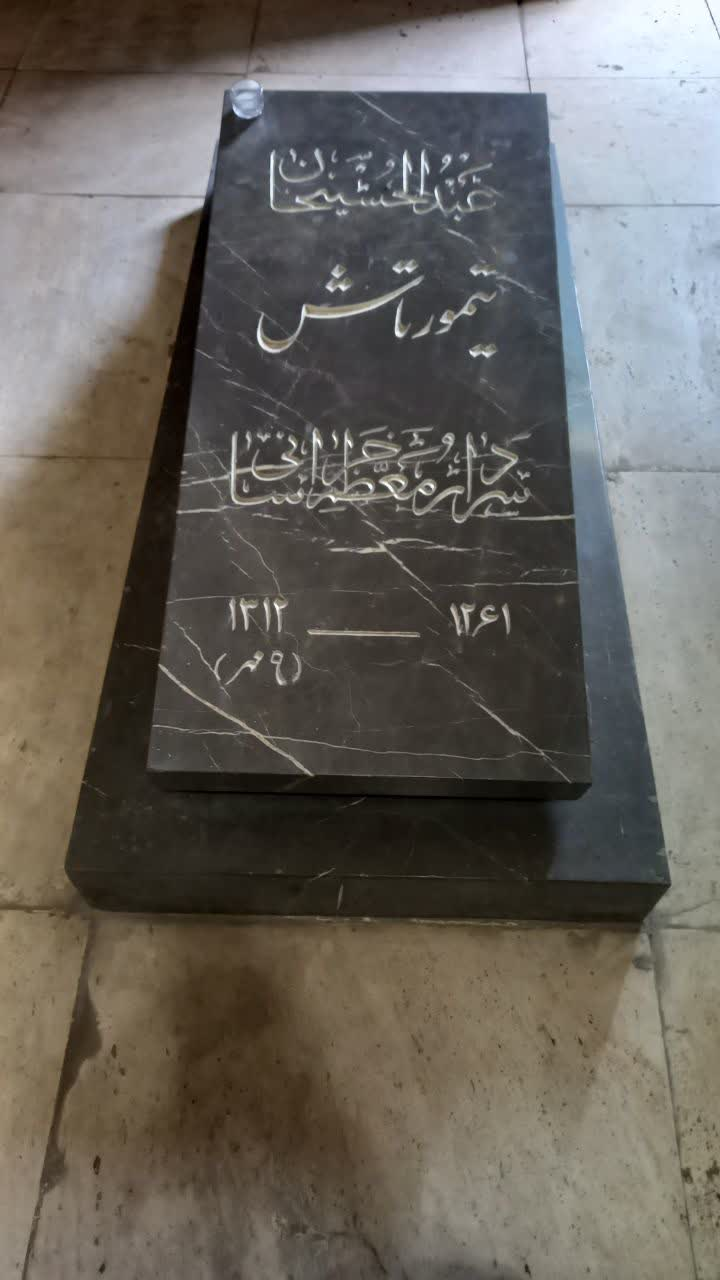
سنگ مزار عبدالحسین تیمورتاش

دربارهٔ علت برکناری و سرنوشت بعدی تیمورتاش دیدگاه‌های متفاوتی بیان شده است. ظاهراً مجموعه عواملی سبب قتل تیمورتاش شده است. از جمله این عوامل دخالت بیش از حد او در امور سیاسی کشور و فزونی قدرتش بود که وی را از حد مستخدم شاه خارج کرده و مایه بدبینی و سوءظن شاه شده بود. تیمورتاش خود دسیسه افرادی چون محمدحسین آیرم رئیس شهربانی وقت، تقی‌زاده و نواب را زمینه‌ساز سقوطش ذکر کرده است. نگرانی رضاشاه از آینده فرزندش که ولیعهد و جانشین او محسوب می‌شد از دیگر دلایل دور کردن تیمورتاش از صحنه قدرت به‌شمار می‌رود، زیرا رضاشاه می‌پنداشت تیمورتاش قدرتمند مجال حضور به ولیعهد سیزده ساله را نخواهد داد و خود جانشین پهلوی می‌شود.
ناکامی تیمورتاش در مسئله نفت، ملاقات محرمانه با سران شوروی، مطالب روزنامه‌های انگلیسی راجع به جانشینی تیمورتاش، غرور و تکبر نامبرده و سوابق ناشی از ولخرجی‌های وی از بودجه دربار، اخذ وام‌های کلان از بانک‌ها و اشخاص مختلف، خوش گذرانی، شهوت رانی، قمار، شرب خمر مدام، استعمال افیون و دوستی با افراد ناباب، رضاشاه را نسبت به تیمورتاش بدگمان ساخت. تیمورتاش که پس از بازگشت از سفر متوجه کدورت رضاشاه شده بود درخواست مرخصی کرد و پس از ۴۰ روز مرخصی رضاشاه وی را احضار کرد و خواستار ادامه کار او در دربار شد. در همان سال موضوع اختلاس تیمورتاش با همکاری رئیس آلمانی بانک ملی (در جریان تبدیل ارز) توسط حسینقلی نواب، رئیس هیئت نظارت مطرح شد. همچنین در همان اوان وکیل الملک دیبا، رئیس حسابداری دربار و یار نزدیک تیمورتاش پس از محاکمه در دادگستری، توسط رضاشاه از کار برکنار گردید.
مهم‌ترین فرضیه مطرح شده دربارهٔ علت برکناری تیمورتاش دسیسه و دخالت دولت انگلیس است. طی مذاکرات طولانی تیمورتاش و سر جان کدمن (که در آن تیمورتاش به افزایش سهم ایران از درآمدهای نفت پافشاری می‌کرد) انگلیسی‌ها به این نتیجه رسیدند که وجود او مانع حل مسئله نفت است، لذا اسباب سقوطش را فراهم کردند. چاپ مقاله‌ای در روزنامه تایمز با عنوان «شاه و مستشارانش» در ۹ ژانویه ۱۹۳۳ دو هفته پس از عزل تیمورتاش که احتمالاً به دستور وزارت خارجه انگلیس صورت گرفت به منظور جلوگیری از بازگشت تیمورتاش به صحنه قدرت بود تا مذاکرات نفت به نتیجه برسد.
همچنین بر پایه سندی به نظر می‌رسد که انگلیس دو سال قبل از عزل تیمورتاش کنار گذاشتن وی را از صحنه سیاست پیش‌بینی کرده بود. سازمان جاسوسی انگلیس نیز برای بی‌اعتبار کردن تیمورتاش اطلاعات مربوط به وی را در اختیار رضاشاه قرار می‌داد.
شایعاتی  نیز در خصوص ارتباط تیمورتاش با روس‌ها وجود داشت. به گفته باژانوف (دستیار استالین و منشی حزب کمونیست شوروی که در ۱۹۲۸ به غرب پناهنده شد) تیمورتاش جاسوس روس‌ها بود و اطلاعات مهم را در اختیار روس‌ها قرار می‌داد. آقابیگ اوف دیگر مأمور شوروی نیز از تیمورتاش به عنوان خدمتگزاری صدیق نام برده است که کلیه اهداف سیاسی و اقتصادی شوروی را تأمین می‌کرد.
مهم‌ترین سند در خصوص ارتباط تیمورتاش با روس‌ها به کتاب خاطرات جاسوس نامدار روسیه ژرژ آقابکوف مربوط می‌شود که پس از پناهنده شدن به غرب نام و مشخصات بسیاری از رابطان و جاسوسان روسیه را منتشر کرد و باعث دستگیری و اعدام افراد زیادی شد. در این خاطرات اشاره شده که روسیه جزئیات مذاکرات دولت‌های ایران و انگلستان را توسط سفیر روسیه در تهران که ملاقات دوستانه ای با تیمورتاش وزیر دربار وقت داشته است دریافت کرده.
به نظر می‌رسد نزدیک شدن تیمورتاش به روس‌ها و از آن جمله سفر به مسکو و ملاقات خصوصی او با وُرُشیلف وزیر جنگ سبب بدگمانی رضاشاه شده بود و انگلیسی‌ها نیز با دادن اطلاعات محرمانه سوءظن او را بیشتر می‌کردند. با این همه هیچ‌یک از فرضیات مذکور رسماً اعلام نشد و تیمورتاش تنها به جرم ارتشا محکوم گردید. شاید بهترین روش برای کشف سبب برکناری و مرگ تیمورتاش مقایسه آن با سرنوشت سایر رجال دوره سلطنت رضاشاه باشد. رضاشاه در مدت کوتاهی افراد لایق و نافذ اطراف خود را (که موجب تحکیم سلطنت او شده بودند و ممکن بود به نحوی تهدیدی برای او یا فرزندش باشند) از بین برد که تیمورتاش نیز یکی از آنان بود.
رضاشاه سیاستمدارانی را که می‌خواست سربه نیست کند، متهم به ارتباط با خارج می‌کرد. مخالفان و رقبا را نیز به ارتباط با بیگانگان متهم کرده و آن‌ها را سرکوب می‌کرد.
خبر حضور رضاشاه در جلسه دولت و گفتگوهای آن جلسه به گوش انگلیسی‌ها رسیده بود. تقی‌زاده ماجرا را به تیمورتاش می‌گوید. تیمورتاش هم به رضاشاه خبر می‌دهد. رضاشاه که می‌خواست از شر تیمورتاش که به گزارش سفارت بریتانیا در تهران تا هنگام مرگ، «پس از پادشاه، قدرتمندترین مرد ایران» به‌شمار می‌رفت، خلاص شود، خود او را متهم کرد که سوراخ کابینه است. برکنارش کرد و در زندان او را کشت. «تیمورتاش بی تقصیر بی تقصیر بود… عمده مطلب این بود که شاه از هر کسی که جربزه داشت وحشت می‌کرد. تمام را می‌خواست از میان بردارد، به خاطر پسرش. پسرش کوچک بود. شاید فکرش هم درست بود. چون اگر از بین می‌رفت معلوم نبود آدم کوچکی در مقابل شخصی مثل تیمورتاش چه می‌توانست بکند. احتیاط می‌کرد که بعد از خودش اشخاص باجربزه‌ای نباشند که مزاحم جانشینش بشوند.» رضاشاه گفته بود: «تیمورتاش می‌خواهد پسر مرا از میان ببرد. یکی از دوستان به من گفت رضاشاه خودش به او گفته بود نمی‌دانی این پدرسوخته چه خیالاتی دارد.»
مجید مهران در کتاب خاطرات خود، از قول عباس‌قلی گلشائیان که آن هنگام دادستان دیوان کیفر کارکنان دولت بود نقل می‌کند که یکی دو مرتبه از تیمورتاش بازجویی کرده است. تیمورتاش که در مورد ده هزار تومان بابت تسطیح زمین‌های جلالیه نیز متهم شده بود به گلشائیان می‌گوید: «خودِ رضاشاه بهتر از هر کس می‌داند که من اختلاسی نکرده‌ام و این مبلغ را دستمزد داده‌ام، اما چون باید نابود شوم این پرونده‌ها را برایم درست کرده‌اند.»

## ساخت آرامگاه نادرشاه و فردوسی
تیمورتاش در سال ۱۲۹۴ خورشیدی که نماینده قوچان بود، طرح بازسازی آرامگاه نادرشاه را به مجلس داد. این طرح در دهم مهر ۱۲۹۴ در قالب قانونی شش ماده‌ای از تصویب گذشت که مقرر می‌کرد هزینه بازسازی آرامگاه نادرشاه از محل بیست درصد از مالیات تردد چارپایان باری و سواری و وسائل نقلیه در شهر مشهد تأمین شود و پس از پایان بازسازی هم ماهیانه پنجاه تومان به نگهداری آرامگاه اختصاص یابد. در مذاکراتی که برای تصویب این قانون در مجلس درگرفت، حاج سیدرضا فیروزآبادی نماینده شهرری در مخالفت گفت: «در صورتی که تمام ادارات ما کار نمی‌کنند و اگر هم کار بکنند، چون حقوق مرتب به آنها نمی‌رسد مثل این است که مسئولیت ندارند و باید مملکت به این شکل باشد و آن وقت بیست هزار تومان یا سی هزار تومان خرج مقبره نادر بکنیم. بنده به عقیده خودم این را اول خیانت به این مملکت و ملت می‌دانم». تیمورتاش در پاسخ او گفت: «از روی این عقیده، با کمال افتخار حاضر هستم اول خائن این مملکت باشم». دو سال بعد (سال ۱۲۹۶) بر اساس همین قانون بود که قوام‌السلطنه والی وقت خراسان در محل یکی از مقابر ویران شده نادری، آرامگاه تازه‌ای برای نادرشاه ساخت.
تیمورتاش در دوره پنجم مجلس شورای ملی بودجه‌ای برای ساخت آرامگاه فردوسی در خواست کرد. در طرحی که در دوازدهم امرداد ۱۳۰۳ به مجلس داد آمده بود: «هر ملتی مکلف است که نسبت به مفاخر تاریخی خود ابراز علاقه‌مندی کرده و از بروز قدردانی خودداری نکند. قدر و رتبه حکیم ابوالقاسم فردوسی که مایه فخر ایران تنها نبوده، بلکه یکی از مفاخر بشریت محسوب است، بر کسی مستور نیست و سزاوار نخواهد بود که مدفنش در حال حالیه و تقریباً از بین رفته و محو شود و با سایر خرابه‌های شهر طوس تفاوتی نداشته باشد». درخواست تیمورتاش در پانزدهم اسفند ۱۳۰۳ به تصویب مجلس رسید.

## خانواده

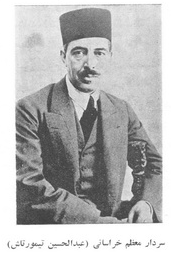
تیمورتاش

تیمورتاش دو بار ازدواج کرد: اول با صغری سلطان خانم سرورالسلطنه (۱۲۷۴–۱۳۳۳) دختر خازن الملک ازدواج کرد و صاحب یک دختر به نام ایران و سه پسر به نام‌های منوچهر، مهرپور و هوشنگ گردید. سپس در سال ۱۳۰۰ همسر دومی هم به نام تاتیانا (اهل ارمنستان) اختیار کرد و از وی نیز صاحب ۲ دختر شد که پس از فوت پدر راهی آمریکا شدند.
بعد از مرگ تیمورتاش، املاک و دارایی‌های او توسط دولت مصادره شد؛ و خانواده او به منطقه‌ای دور افتاده تبعید شدند.
همسر اول تیمورتاش، سرورالسلطنه به همراه چهار فرزندش منوچهر، ایران، امیرهوشنگ و مهرپور و همچنین مادر و خواهر تیمورتاش به منطقه کاشمر تبعید و در حصر خانگی بودند. همسر دوم تیمورتاش تاتیانا به همراه دو دخترش پریچهر و نوش‌آفرین از این تبعید در امان بودند.
خواهر تیمورتاش، بدری، تحصیلات خود را در رشته دندانپزشکی در کشور بلژیک به اتمام رسانده و به ایران برگشت، که هم‌زمان بود با آغاز بی‌مهری شاه به برادرش، او تحقیقاً اولین زن دندانپزشک ایران می‌باشد.

## در هنر و ادبیات
اقتباس‌هایی که از زندگی تیمورتاش شده است:
- نمایش حضرت والا از حسین پاکدل